# Scene It? Bright Lights! Big Screen!
Scene It? ¡Luces brillantes! ¡Pantalla grande! es un videojuego de trivia desarrollado por Artificial Mind and Movement y publicado por Warner Bros. Interactive Entertainment (WBIE), que forma parte de Scene It? serie de juegos. Fue lanzado para Xbox 360, PlayStation 3 y Wii el 17 de noviembre de 2009 en Norteamérica y en diciembre de 2009 en Europa y Australia. El juego presenta acertijos de películas de gran recaudación en ese momento y de películas consideradas las mejores.

## Jugabilidad
Scene It? ¡Luces brillantes! ¡Pantalla grande! presenta más de 2.800 preguntas basadas en el cine clásico y contemporáneo. Los jugadores compiten para proporcionar las respuestas más correctas a una serie de preguntas y acertijos, que a menudo se basan en videoclips o fotografías tomadas directamente de largometrajes. Después de ver una secuencia de una película famosa, es posible que los jugadores deban elegir la siguiente línea hablada (por ejemplo) o reconocer los eventos que tienen lugar en una película estudiando rápidamente un cuadro congelado de la acción. Las Bright Lights! Big Screen! La edición del juego utiliza 23 categorías de preguntas y acertijos. Como en Scene It? juegos, disponibles para su uso en reproductores de DVD estándar así como en las computadoras y consolas domésticas, los controles son simples; el desafío está en reconocer las escenas y recordar los personajes o hechos insinuados en la pregunta. ¡En luces brillantes! ¡Pantalla grande! , que está diseñado especialmente para jugar en consolas, los jugadores pueden elegir atuendos y accesorios con temas de películas para personalizar el personaje avatar que los representa en el juego.

## Desarrollo
Screenlife Games anunció el juego en un comunicado de prensa el 2 de septiembre de 2009. Sería el primer juego de la serie que también estaría disponible para PlayStation 3 y Wii, así como para Xbox 360. Screenlife Games y Warner Bros. Interactive Entertainment (WBIE) también anunciaron un acuerdo de distribución en el que WBIE se encargará de la distribución mundial de Scene It? ¡Luces brillantes! ¡Pantalla grande! . Barry Watts, director ejecutivo de Screenlife Games, declaró: "Estamos encantados de colaborar con WBIE en el lanzamiento de Scene It? Bright Lights! Big Screen! [...] Combinando la experiencia de WBIE en distribución de clase mundial con nuestra trivia de consola más entretenida juego hasta la fecha, Scene It? Bright Lights! Big Screen!seguramente será un gran éxito entre los fanáticos del cine y la cultura pop de todas las edades ". John Quinn, vicepresidente ejecutivo de Warner Bros. Interactive Entertainment, declaró" El éxito mundial Scene It? Las trivia basadas en marcas y películas encajan perfectamente con Warner Bros. como editor de juegos y estudio cinematográfico [...] ¿Estamos lanzando Scene It? Bright Lights! Big Screen! en una variedad de consolas de videojuegos para ofrecer más ampliamente su experiencia de entretenimiento dinámico a la creciente audiencia casual de videojuegos".

## Recepción
El juego recibió críticas mixtas de los críticos. La Official Xbox Magazine lo llamó "Una actualización o introducción decente a la serie". GameSpot señaló que "este juego de trivia de películas ofrece diversión multijugador constante a pesar de su conjunto limitado de funciones". IGN dijo " Scene It? Bright Lights! Big Screen! Hace algunas cosas bien que un juego de trivia debería - los clips son abundantes, la ronda con las fotos editadas es divertida, y hay una buena cantidad de preguntas aquí - pero las cosas que echa de menos hunden cualquier posibilidad de que este juego sea algo que necesitas para jugar". GameZone comentó " Scene It?presenta una gran cantidad de hechos de trivia de películas para mantener contentos a los cinéfilos, pero la escasez de funciones (¿no hay juegos en línea?!?) Y la disponibilidad de otros juegos de trivia mejores para PlayStation 3 me hace dudar de que esto alguna vez haya sido pensado para la gran pantalla con ". [5] En contraste, Game Revolution citó" Scene It? solo puede ser entretenido, por no mencionar justo, si todos los que juegan no solo tienen un conocimiento de películas comparable, sino también una experiencia de juego comparable, lo cual es completamente ridículo para un juego de fiesta informal. Y lo que es tan irritante de todo esto es que estos problemas podrían haberse solucionado con casi ningún esfuerzo ".
Para la versión de Wii, IGN declaró: "La mala sincronización de labios, los efectos visuales insípidos, la incapacidad de saber fácilmente quién está entrando y mucho más, evitan que este juego sea algo en lo que los fanáticos de trivia como yo debamos invertir tiempo y dinero".